# Laysansumphöna
Laysansumphöna (Zapornia palmeri) är en utdöd fågel i familjen rallar inom ordningen tran- och rallfåglar.

## Utbredning och status
Den förekom tidigare på ön Laysan i Hawaiiöarna men är försvunnen och senast rapporterad 1944. IUCN kategoriserar arten som utdöd.

## Systematik
Tidigare fördes den till släktet Porzana, men DNA-studier visar att den endast är avlägset släkt med typarten för Porzana småfläckig sumphöna och förs därför tillsammans med flera andra arter till ett annat släkte, Zapornia.

## Namn
Fågelns vetenskapliga artnamn hedrar Henry Charles Palmer (1866-1920), engelsk specimensamlare i Hawaiiöarna 1890–1893.

## Bildgalleri

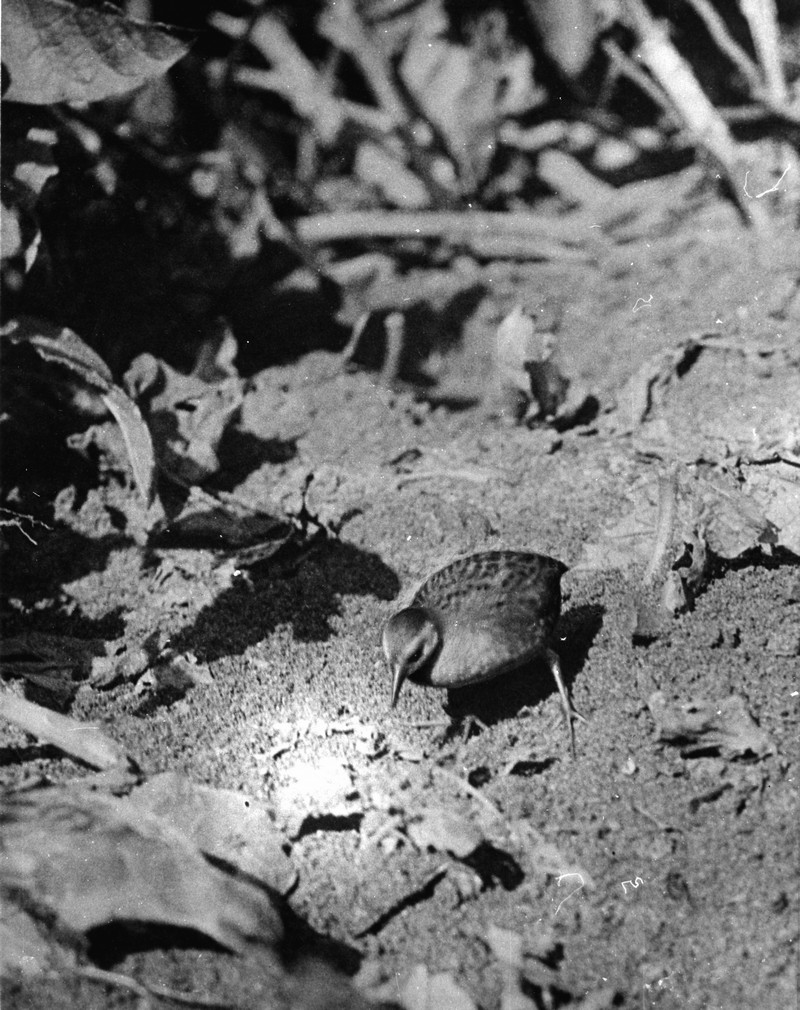
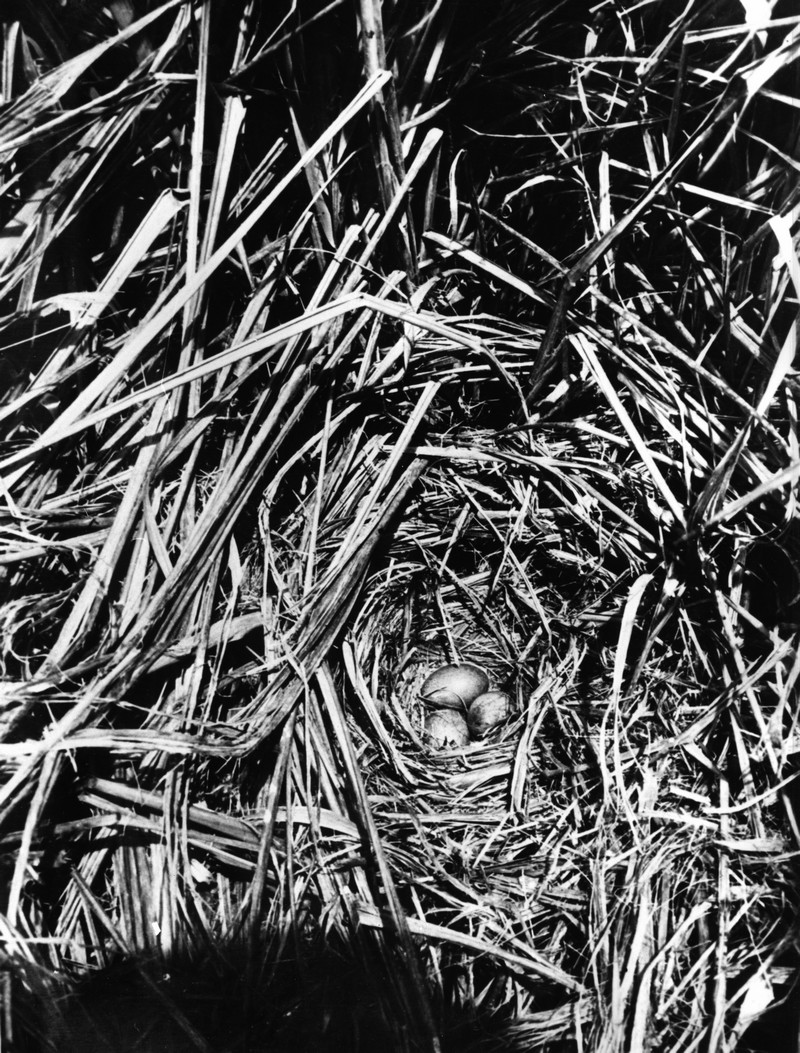
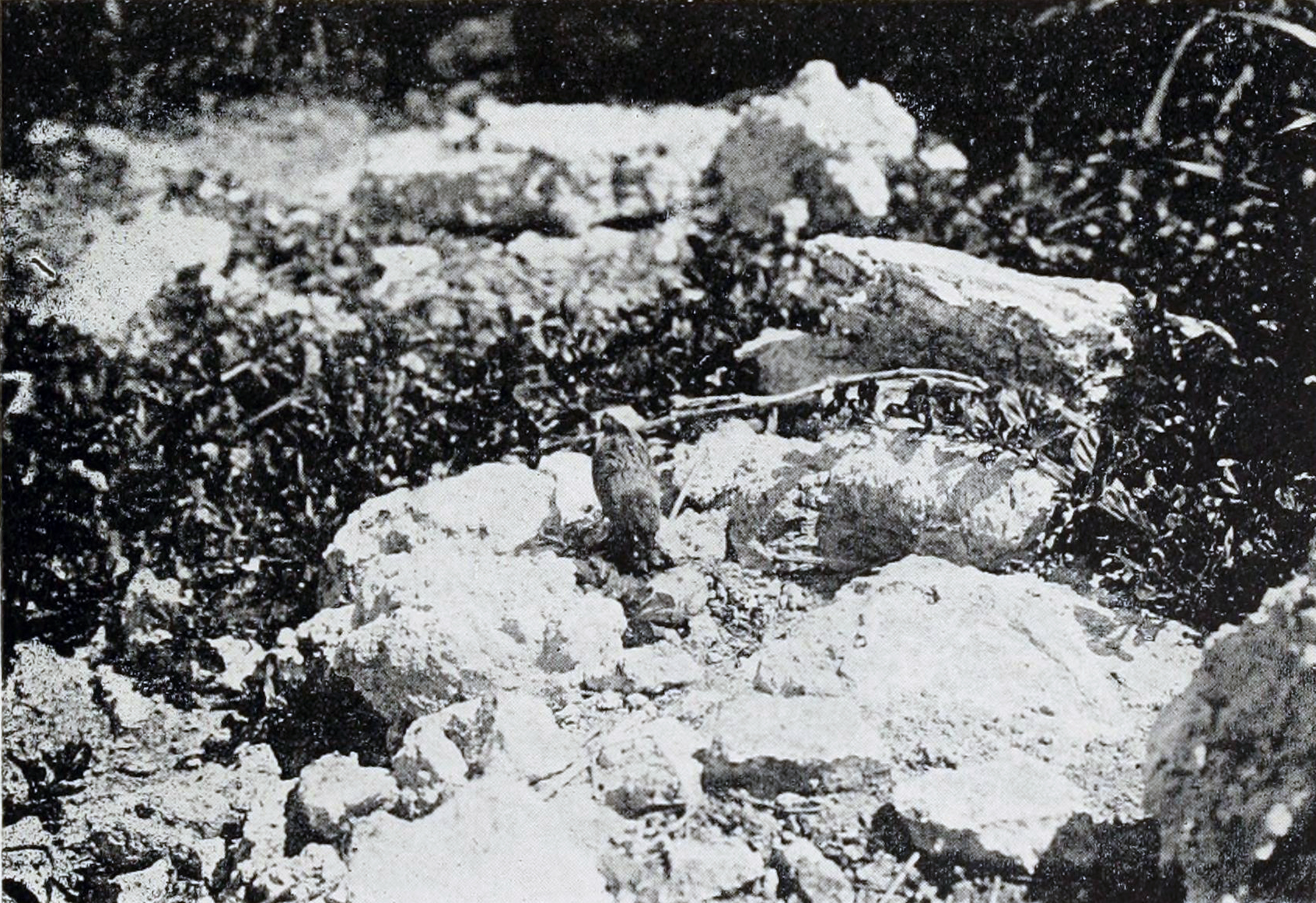
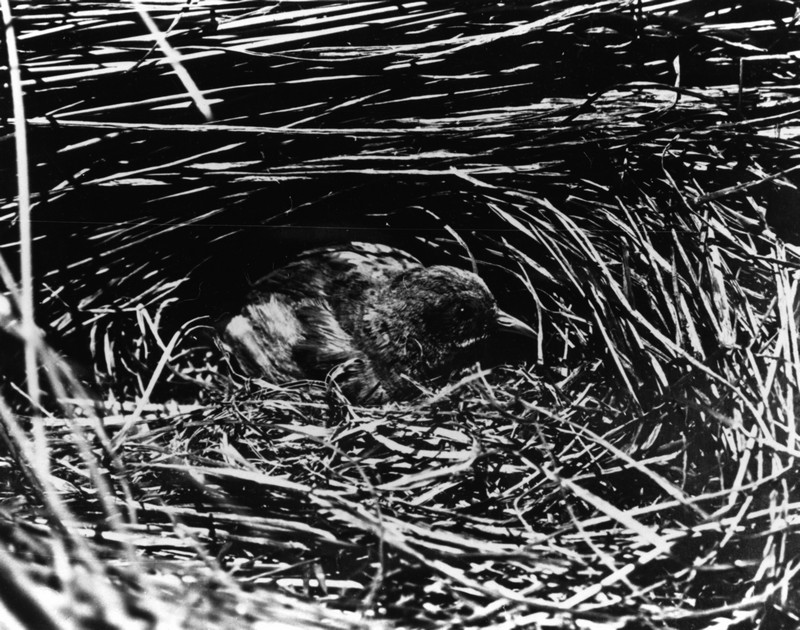
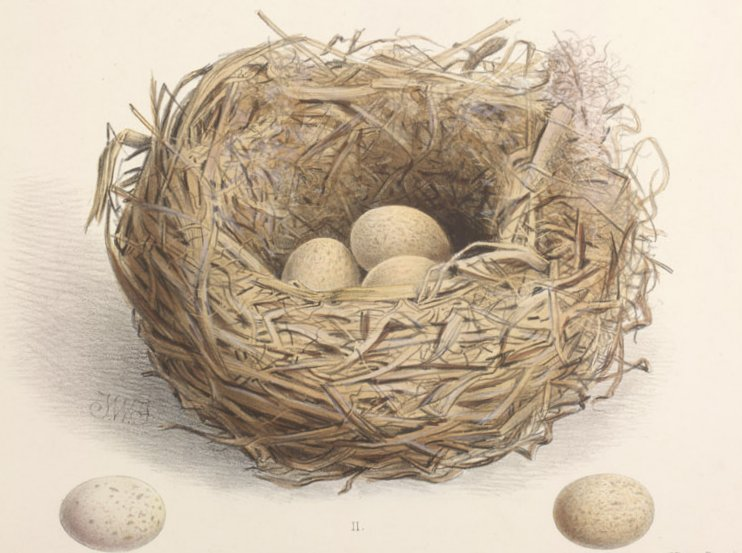